# 에드바르트 베르거
에드바르트 베르거(Edward Berger, 1970년 3월 6일 ~ )는 오스트리아, 스위스의 영화 감독이다.

## 작품 목록
- 잭 (2014)
- 올 마이 러빙 (2019)
- 서부 전선 이상 없다 (2022)
- 콘클라베 (2024)
- 푼돈 도박꾼의 노래 (2025)